# Chambeshi
Chambeshi (anglicky Chambeshi River) je řeka v Zambii. Celý tok od pramenů až k ústí řeky Luvua do Lualaby je 1500 km dlouhý. Někdy je označovaná za pramenný tok řeky Kongo.

## Průběh toku
Pramení jižně od jezera Tanganika. Ústí několika rameny do jezera Bangweulu. Na řece se nacházejí peřeje.

## Vodní režim
Maximální průtok má v období dešťů od listopadu do března až dubna.